# Half-Life 2: Lost Coast
Half Life 2: Lost Coast je doplňující úroveň pro akční počítačovou hru společnosti Valve Software Half-Life 2. Původně měla být úroveň vsazena mezi levely Highway 17 a Sandtraps, ale z tohoto záměru bylo nakonec upuštěno. Lost Coast byl vydán 17. října 2005 jako volně stažitelná úroveň pro vlastníky Half-Life 2. Download byl řešen také přes distribuční systém firmy Valve Software nazvaný Steam.

## Účel vydání
Úroveň Lost Coast byla vyrobena jako technologické demo, které mělo ukázat sílu HDR osvětlení na konkrétní úrovni. Technologie HDR byla poprvé zapracována do enginu hry Day of Defeat: Source. Také však obsahuje některé z prvků příběhu Half-Life 2, jako například zařízení, které odpaluje nábojnice s headcraby. Úroveň trvá asi 30 minut pro průměrné hráče, o něco více pak se zapnutým komentářem (podle slov vývojového týmu v čele s Gabem Newellem).